# 218 v.Chr.

Tweede Punische Oorlog

Het jaar 218 v.Chr. is een jaartal in de 3e eeuw v.Chr. volgens de christelijke jaartelling.

## Gebeurtenissen

### Carthago
- Begin van de Tweede Punische Oorlog, het Carthaagse leger (40.000 man) en 42 krijgsolifanten onder bevel van Hannibal Barkas, trekt vanuit Carthago Nova over de Pyreneeën, de Rhône en de Alpen (Col du Mont Cenis).
- Publius Cornelius Scipio I probeert Hannibal bij de Rhône tegen te houden, er ontstaan cavalerieschermutselingen. Publius Cornelius Scipio scheept zich bij Massilia in en keert terug naar Noord-Italië om de verdediging te organiseren.
- Hasdrubal Barkas, de jongere broer van Hannibal, beschermd in Spanje met een Carthaags leger (15.000 man) en 21 krijgsolifanten de landsgrens bij de rivier de Ebro.
- Slag bij Cissa: Het Romeinse leger onder Gnaius Cornelius Scipio Calvus verslaat de Carthagers bij Tarraco, tijdens de veldslag wordt het Carthaagse legerkamp verovert en nemen ze het Iberisch stamhoofd Indibilis gevangen.

### Italië
- De Romeinen stichtten in Gallia Cisalpina de handelssteden Cremona en Placentia (huidige Piacenza) aan de rivier de Po.
- In de herfst steekt Hannibal Barkas met het Carthaagse expeditieleger de besneeuwde Alpen over. Met steun van de Gallische stammen vallen de Carthagers de Po-vlakte binnen.
- November - Slag bij de Ticinus: Hannibal verslaat bij de rivier de Ticino, de Romeinse cavalerie van Publius Cornelius Scipio. De Romeinen trekken zich terug naar Piacenza.
- Scipio Africanus redt tijdens de terugtocht het leven van zijn vader en wordt in Rome gelauwerd met de hoogste militaire onderscheiding, de Corona civica.
- 18 december - Slag bij de Trebia: Hannibal verslaat bij de rivier de Trebbia, de Romeinse legioenen onder Tiberius Sempronius Longus (consul in 218 v.Chr.). In de veldslag verliezen de Romeinen 20.000 man.
- De Senaat verbiedt in de Romeinse wet Lex Claudia, de senatoren het bezit van grote handelsschepen en het drijven van de overzeese handel.

### Europa
- Koning Eliud (218 - 212 v.Chr.) volgt zijn vader Urianus op als heerser van Brittannië.